# Jean Marzelle
 (février 2015).
Si vous disposez d'ouvrages ou d'articles de référence ou si vous connaissez des sites web de qualité traitant du thème abordé ici, merci de compléter l'article en donnant les références utiles à sa vérifiabilité et en les liant à la section « Notes et références ».
Jean Marzelle né le 24 janvier 1916 à Lauzun (Lot-et-Garonne) et mort le 11 août 2005 au Kremlin-Bicêtre (Val-de-Marne) est un peintre français. 

## Biographie
Attiré très jeune par la peinture, et grâce à ses visites régulières au musée Fabre de Montpellier, Jean Marzelle s'essaye à la peinture en copiant les maîtres, notamment Eugène Delacroix. Il entre ainsi à l'École des beaux-arts de Montpellier dans la classe de dessin. Pendant les vacances, il se rend à Lauzun chez ses grands-parents où il continue de peindre en pleine nature. 
En 1934, il participe à l'exposition organisée par la Société des peintres de l'Hérault. L'année suivante, il part à Paris et partage un atelier au 85, rue Mouffetard avec des amis peintres comme lui. Marzelle s'inscrit à l'École nationale supérieure des beaux-arts à Paris et est admis au concours d'entrée dit des galeries ; il peut ainsi dessiner d'après les sculptures antiques. Il profite de son séjour parisien pour visiter régulièrement le musée du Louvre et découvrir les peintures des impressionnistes. 
En 1936, il déménage et installe son atelier à Montparnasse au 6, rue Huyghens où il reste peu de temps car il s'installe par la suite rue Antoine-Bourdelle. Cette même année, la rétrospective Cézanne organisée à l'Orangerie des Tuileries le bouleverse et il dira : « Maintenant, j'ai compris ce qu'est la véritable peinture ». Il continue son travail de copiste des maîtres. 
Pendant la Seconde Guerre mondiale, après son retour de Lauzun, il découvre que son atelier parisien a été pillé en son absence et regrettera la perte de ses essais pointillistes. En 1942, il montre son travail au peintre François Desnoyer. Celui-ci l'encourage à continuer et l'engage pour le seconder dans la réalisation d'une grande décoration destinée à la mairie de Cachan, Un dimanche dans la banlieue parisienne. Le groupe de travail comprend André Fougeron, Merle et Vaffier. Jacques Villon leur rend visite ainsi que Charles Walch avec qui il deviendra ami. Le 17 octobre 1942, il épouse Hélène Chatel et enseigne l'histoire de l'art et la décoration au Centre professionnel de l'École Estienne, poste obtenu grâce à son ami Jean Cluseau-Lanauve. Desnoyer l'invite à participer à l'exposition Maîtres et Jeunes, galerie Berri-Raspail. C'est également sa première participation au Salon d'automne et en devient sociétaire. Son envoi est remarqué par le critique Gaston Diehl. En 1943, Marzelle a droit à sa première exposition personnelle, galerie Pittoresque, tenue par Simone Camin qui deviendra la seconde épouse d'André Lhote. Ses amis de Cachan lui présentent Maurice Estève, Alfred Manessier et Léon Gischia. Mais la rencontre la plus importante se fait avec Camille Renault, restaurateur, marchand de tableaux et mécène des artistes installés à Puteaux. 
En 1945, la galerie Denise René présente « Histoire d'un tableau », exposition avec Burtin, Georges Dayez, Roger Eskenazi et Marzelle. Cette même année, Marzelle reçoit le prix Bernheim au Salon d'automne. L'année suivante, Marzelle revient à l'étude et à la copie des maîtres, détruit des œuvres et est nommé professeur à la Ville de Paris. Sa fille Catherine voit le jour cette année-là. 
En 1949, Marzelle s'installe dans la région d'Aix-en-Provence dans la propriété appelée « La Grande Thumine », proche de la montagne Sainte-Victoire.
En 1951, son fils François naît. En 1952, Marzelle découvre l'Espagne (Madrid, Ségovie, Avila et Tolède). Il reprend son travail de copiste au musée du Prado (Francisco de Goya, Le Greco, Diego Vélasquez). En 1953 se tient une importante exposition à la galerie Marcel Guiot, à Paris, la préface du catalogue étant signée par Jean Bouret. La Modern Gallery de New York présente Marzelle pour la première fois aux États-Unis, grâce à sa directrice, Jeanine Wolkenberg. Marzelle obtient un prix à la Biennale de Menton. 
En 1954, en collaboration avec Georges Dayez et Marcel Mouly, Marzelle réalise une décoration en mosaïque pour le lycée français de Lisbonne. En 1955, la galerie Charpentier présente « Découvrir », où Marzelle expose L'Homme devant Tolède. L'année 1957 le voit remporter le prix de la critique et un prix à la 4e Biennale de Menton.
En 1959, Marzelle quitte son atelier de Paris pour Gentilly. En 1960, il découvre la Hollande, et le port de Hoorn, sur les conseils de son marchand Marcel Guiot. 
En 1964, il illustre les Lettres à un ami de Paul Verlaine, publiées sous le titre Quinze jours en Hollande. Chaque lettre est illustrée d'une aquatinte en couleurs, gravée sur cuivre par Marzelle. En 1970, Jean Marzelle devient le premier lauréat du prix international du portrait fondé par Paul-Louis Weiller. Il réalise une fresque, La Seine, pour le collège de Bihorel-les-Rouen et une mosaïque pour le CES de Villeurbanne, Le Cheval de Troie. 
Le premier voyage en Guadeloupe a lieu en 1974 en vue de la réalisation d'une mosaïque pour l'établissement scolaire du Raizet aux Abymes. Durant le séjour, il réalise beaucoup de dessins et d'œuvres sur papier qui feront l'objet d'une exposition l'année suivante à la galerie Guiot. En 1976, Marzelle réalise une mosaïque pour le Centre des impôts du 17e arrondissement de Paris, Paysage de Guadeloupe. En 1977, il se rend à Pointe-à-Pitre, pour réaliser une mosaïque au lycée classique de Baimbridge. 
En 1978, la Ville de Gentilly lui commande le portrait en mosaïque de Victor Hugo pour orner la façade du groupe scolaire Victor Hugo. En 1982, à l'occasion de l'inauguration de la galerie Jean-Pierre Joubert, une exposition personnelle lui est consacrée ; Bernard Dorival écrit la préface du catalogue. En 1992, une monographie de Marzelle, écrite par Jean-Louis Bruch, paraît dans la collection « Terre des peintres ». 
Jean Marzelle meurt le 11 août 2005. Depuis sa mort, trois expositions personnelles lui ont été consacrées : en 2006 à Gentilly, en 2008 conjointement à la galerie Joubert et à la galerie Bernheim-Jeune et en 2013 à la mairie du 6e arrondissement de Paris.

## Expositions

### Expositions personnelles
- 1943 : galerie Pittoresque, Paris
- 1953 :
  - galerie Marcel Guiot, Paris. Marzelle. Paysages d'Espagne et de Provence.
  - Modern Gallery, New York
- 1956 : galerie Suillerot, Paris
- 1957 : galerie Suillerot, Paris
- 1958 : galerie Camille Renault, Paris. Galerie Chardin, Paris. Musée de l'Athénée, Genève
- 1959 :
  - galerie Camille Renault, Paris. Dix-neuf études d'après les Maîtres.
  - galerie Chardin, Paris
- 1961 : galerie Marcel Guiot, Paris
- 1965 : galerie Marcel Guiot, Paris. Maison Charles Bradtke, Luxembourg.
- 1966 : galerie Marcos Castillo, Caracas, Marzelle. Escuela de Paris.
- 1969 : galerie Milloud, Huston
- 1972 : galerie Mariette Giraud, Saint-Paul-de-Vence
- 1973 : Vasastadens Konstsalong, Göteborg
- 1974 : galerie Saint-Michel, Luxembourg
- 1975 : galerie Marcel Guiot, Paris. Vasastadens Konstsalong, Göteborg
- 1976 : galerie Marcos Castillo, Caracas
- 1978 : galerie Lutetia, Königstein. Galerie du Banneret, Berne. Château de la Bertrandière, L'Étrat
- 1979 : galerie de la Présidence, Paris
- 1980 : galerie Eliane Poggi, Grenoble
- 1982 : galerie Jean-Pierre Joubert, Paris
- 1984 : galerie Schröder & Leisewitz, Brême
- 1985 : galerie Jouvène, Marseille
- 1986 : galerie Jean-Pierre Joubert, Paris
- 1987 : galerie de l'Orangeraie, Genève
- 1989 : galerie Jean-Pierre Joubert, Paris
- 1990 : galerie Jean-Pierre Joubert, Paris
- 1992 : galerie Jean-Pierre Joubert, Paris. Galerie des Arts, Nîmes.
- 1993 : galerie Eliane Poggi, Grenoble
- 2001 : galerie Jean-Pierre Joubert, Paris
- 2006 : mairie de Gentilly, Jean Marzelle
- 2008 : galerie Bernheim-Jeune, Paris et galerie Jean-Pierre Joubert, Paris
- 2013 : mairie du 6e arrondissement, Paris. Hommage à Jean Marzelle

### Expositions collectives (sélection)
- 1942 : galerie Berri-Raspail, Paris, Maîtres et Jeunes
- 1943 : galerie Pittoresque, Paris
- 1944 : galerie Berri-Raspail, Paris.
- 1945 : galerie Denise René, Paris, Histoire d'un tableau ; Galerie Berri, Paris, Triomphe de la couleur
- 1946 : musée national d'Art moderne, Paris, Art et résistance ; Musée du Luxembourg, Paris Art français contemporain. Galerie Berri, Paris, Jean Marzelle. Willy Suter.
- 1947 : galerie Drouant-David, Paris
- 1956 : musée Fabre, Montpellier, Peintures du groupe Montpellier-Sète.
- 1957 : galerie Saint-Placide, Paris, Les Jeux.
- 1958 : galerie Charpentier, Paris, École de Paris 1958
- 1961 : galerie Charpentier, Paris, École de Paris 1961
- 1962 : galerie Marcel Guiot, Paris, Bardone, Despierre, Sarthou, Marzelle, Desnoyer. Aquarelles.
- 1966 : palais des archevêques de Narbonne, Georgein. Hilaire. Marzelle. Montané.
- 1967 : musée de Mont-de-Marsan, Six peintres et un sculpteur.
- 1972 : SADA, Nîmes, Mouly-Marzelle
- 1973 : galerie Saint-Michel, Luxembourg, Hommage à Jacques Villon. Dix peintres de l'École de Paris.
- 1979 : galerie Beauvau-Miromesnil, Paris, Busato, Despierre, Cornu, Marzelle.
- 1985 : galerie Joubert, Paris, Cinq peintres et un sculpteur de tradition française ; Contemporary Graphics Inc, Cleveland, The School of Puteaux.
- 2007 : musée d'Art Roger-Quilliot, Clermont-Ferrand, Années 50, l'alternative figurative.
- 2010 : Fondation Taylor, Paris, Les lauréats du Prix Cormon.

## Salons
- 1942-1982 : Salon d'automne. (Sociétaire dès 1942, membre du comité en 1971)
- 1945-1978 : Salon de mai
- 1953-1957 : Biennale de Menton
- 1954 : Salon des artistes bordelais
- 1955-1986 : Salon Comparaisons
- 1955, 1956, 1976 : Salon des peintres témoins de leur temps
- 1962 : Salon des Tuileries
- 1966 : Biennale de Puteaux
- 1983-1985 : Groupe 109
- 1988-1992 : Salon du dessin et de la peinture à l'eau

## Illustrations
- Claude Aveline, Portrait de l'oiseau qui n'existe pas, 1957.
- Quinze jours en Hollande : lettres à un ami par Paul Verlaine, eaux-fortes originales de Jean Marzelle, Paris, éd. Vialetay, 1964, 159 p.

## Commandes et décorations
- 1954 : lycée Français de Lisbonne (en collaboration avec Georges Dayez et Marcel Mouly), mosaïque.
- 1964 : lycée Faidherbe, Lille, cinq toiles marouflées.
- 1970 : CES de Villeurbanne, Le Cheval de Troie, mosaïque.
- 1971 : CES de Bihorel-les-Rouen, La Seine, céramique.
- 1974 : CES de Raizet-les-Abymes, Guadeloupe, mosaïque.
- 1976 : hôtel des impôts du 17e arrondissement, Paris, mosaïque. Institut Supérieur du Commerce, Paris, Paysage de Guadeloupe, huile sur toile.
- 1977 : lycée classique de Baimbridge, Guadeloupe, mosaïque.
- 1978 : groupe scolaire Victor-Hugo, Gentilly, mosaïque.
- 1979 : école maternelle, Paris 17e arrondissement, toile marouflée.

## Enseignement
- 1942-1946 : professeur au Centre professionnel de l'École Estienne, Paris.
- 1946-1963 : professeur suppléant à la Ville de Paris.
- 1948-1964 : professeur au cours du soir de la Ville de Paris.
- À partir de 1970 : professeur à l'Académie de Port-Royal.

## Récompenses et distinctions
- 1945 : prix Bernheim
- 1953 : prix de la Biennale de Menton
- 1957 : prix de la Critique. Prix de la Biennale de Menton
- 1958 : chevalier de l'ordre des Arts et des Lettres
- 1970 : prix international du portrait Paul-Louis Weiller
- 1973 : prix du Salon du Val d'Oise
- 1978 : prix du Salon de la Ville de Mantes-la-Jolie